# Sevofluraan
Sevofluraan is een dampvormig narcosegas dat men kan gebruiken voor algehele anesthesie. Het vervangt, samen met desfluraan, de ouderwetsere middelen halothaan en enfluraan. Ook zal de rol van isofluraan langzamerhand uitgespeeld raken.

## Algemeen
Sevofluraan (merknaam: Sevorane) behoort tot de dampvormige anesthetica, net als ether, cyclopropaan, chloroform, halothaan, enfluraan, isofluraan en desfluraan.

## Werking
De exacte werking waardoor dampvormige anesthetica de anesthesie induceren is nog niet geheel bekend. Het geeft een toestand van bewustzijnsdaling, ook wel narcose of algehele anesthesie genoemd, waarvan de diepte goed stuurbaar is. Daarnaast leidt het middel tot lichte pijnstilling (analgesie) en een bepaalde mate van spierverslapping (spierrelaxatie).

## Farmacologie
Sevofluraan is, net als bijvoorbeeld halothaan, een gehalogeneerde koolwaterstof. De chemische naam is fluoromethyl-2,2,2-trifluoro-1-trifluoromethyl-ethylether. De MAC-waarde van sevofluraan is ongeveer 2 -2,5vol% in zuurstof (en 1,4 in 65% lachgas). Daarmee is sevofluraan een van de minst potente dampen. Sevofluraan wordt in de lever beperkt (2-5%) gemetaboliseerd door cytochroom P450. Hierbij ontstaat onder andere hexafluorisopropanol (HFIP), een gefluoreerd alcohol. Door het barium dat in de CO2-absorber zit, ontstaat hieruit door een chemische reactie onder andere het "compound A", een stof die theoretisch een toxische (giftige) werking op de nier heeft.

## Dosering
Sevofluraan is een inhalatievloeistof die via een verdamper aan het mengsel van zuurstof en lucht (of soms lachgas), waarmee een patiënt wordt beademd, wordt toegevoegd. De dosering wordt uitgedrukt in volumeprocent. Meestal wordt bij volwassenen tussen de 1,5 en 2 vol% gebruikt tijdens de narcose (ongeveer 1,3 maal de MAC-waarde anesthetica). Sevofluraan is iets minder prikkelend op de luchtwegen en kan daardoor, en mede door zijn zeer snelle inwerkingstijd, goed gebruikt worden om iemand onder narcose te brengen (met het zogenaamde "kapje") In de praktijk worden vooral kinderen er mee ingeleid. Een volwassene kan ook onder anesthesie gebracht worden met Sevo, maar dit gebeurt maar zelden. Meestal wordt de anesthesie gestart met een intraveneus middel zoals Propofol, waarna omgeschakeld wordt naar deze damp. Voor elk dampvormig anestheticum is er een MAC-waarde anesthetica vastgesteld, zodat de sterkte onderling te vergelijken is.

## Bijwerkingen
De belangrijkste bijwerkingen van dampvormige anesthetica uiten zich op de circulatie (lage bloeddruk, ritmestoornissen) en op de ventilatie (onderdrukking van de ademhaling). Wel is er door de snelle uitwerking meer kans op onrust en agitatie bij het ontwaken. Theoretisch zouden de metabolieten (fluoride en compound A) nierbeschadiging kunnen geven. In zeldzame gevallen kunnen alle huidige dampvormige anesthetica bij gevoelige mensen een maligne hyperthermie aanval uitlokken, een levensbedreigende aandoening. Bij deze personen zijn dampen dus absoluut gecontraïndiceerd.

## Merknaam
- Sevorane (Abbvie, voorheen Abbott).